# Buộc vú

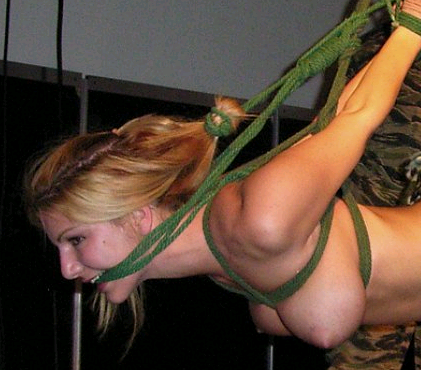
Một kiểu buộc vú tại BoundCon, Đức, 2008

Buộc vú là một kỹ thuật tình dục nô lệ BDSM với việc buộc dây quanh ngực của người phụ nữ theo mô hình trang trí phức tạp và trực quan. Buộc vú thường sử dụng dây thừng, nhưng vải, dây đai hoặc dây nịt cũng có thể được sử dụng. Một karada (tiếng Nhật là "cơ thể") là một chiếc váy dây hoặc một dây nịt cơ thể được sử dụng trong các hoạt động BDSM của Nhật Bản và các hoạt động khác của BDSM.
Buộc vú thường tập trung vào việc mục đích trang trí, thẩm mỹ và khiêu dâm chứ không phải đơn giản là cố định cơ thể phụ nữ. Tuy nhiên, sự trói buộc vú có thể được kết hợp với các kỹ thuật khác nhằm hạn chế khả năng di chuyển của chủ thể và có thể làm cơ sở an toàn cho các trò chơi nô lệ khác, chẳng hạn như dây háng và tra tấn vú.

## Kỹ thuật

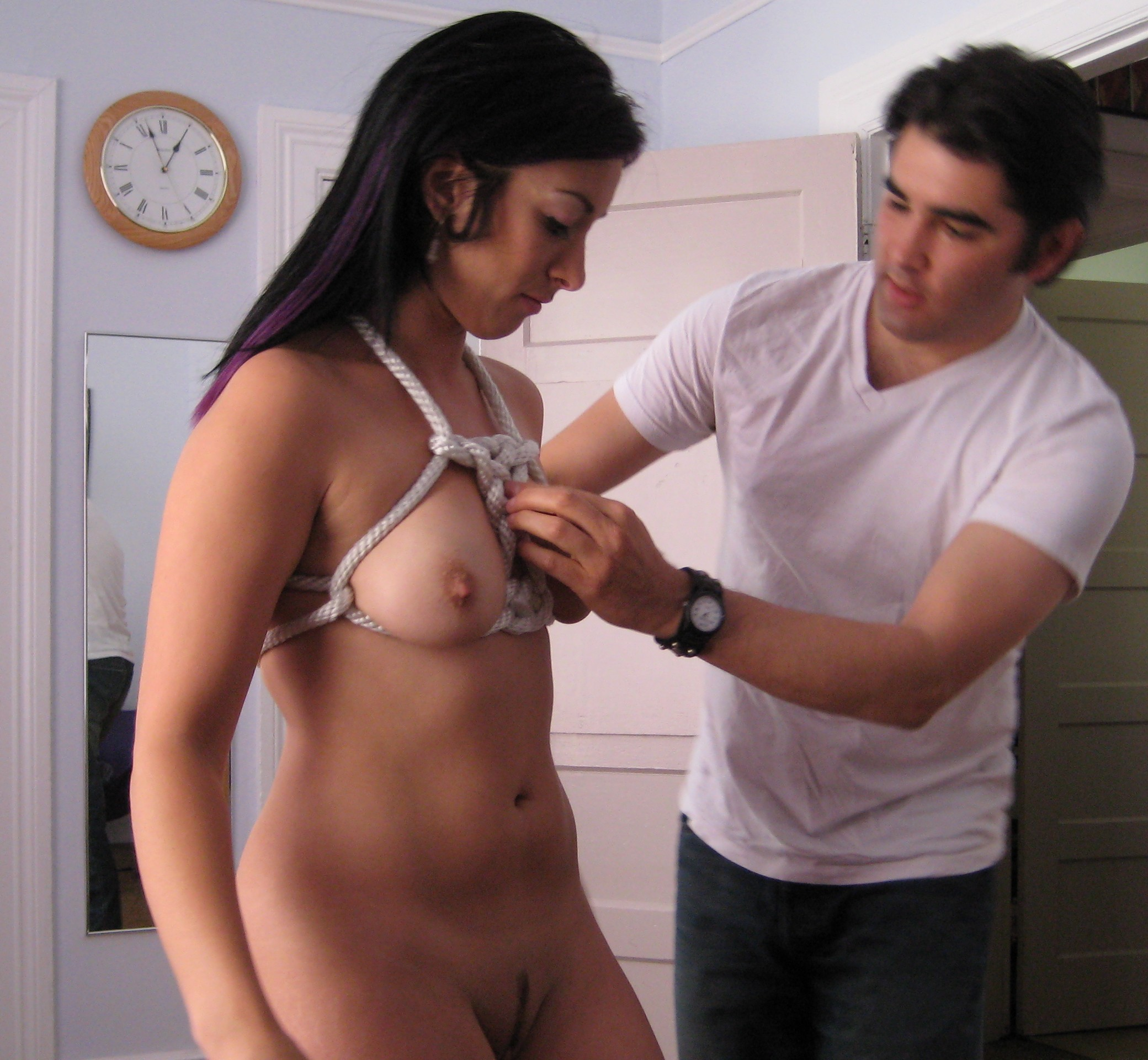
Một người đàn ông buộc ngực một phụ nữ

Liên kết vú có thể được áp dụng trên quần áo hoặc trực tiếp lên da, và có thể được áp dưới quần áo hoặc có thể xem toàn diện. Dây thừng 1/4 inch (0,6 cm), ruy băng hoặc dây da có thể được sử dụng.
Kỹ thuật buộc vú cơ bản liên quan đến việc buộc dây quanh gốc vú, khiến chúng phình ra. Thông thường, cùng một sợi dây được sử dụng cho cả hai vú để phần dây nịt được giữ cố định ở phía trước. Sợi dây cũng có thể được dùng cố định ở phía sau lưng, tạo ra một loại áo ngực.
Một kỹ thuật khác là đặt một sợi dây quanh thân ngay phía trên ngực, và một sợi khác ngay bên dưới chúng, sau đó đẩy các sợi dây lại với nhau để ép ngực từ trên xuống dưới. Điều này có thể được thực hiện tốt, hoặc cũng có thể theo phương pháp khác. Một sợi dây cũng có thể được chuyền qua vai và giữa ngực, kéo sợi dây bên trên và bên dưới ngực với nhau, sau đó chuyền qua vai đến các nút ở phía sau. Sợi dây chính có thể được sử dụng cái cinches để cố định giữa cánh tay và cơ thể.

## Shinju
Shinju (từ tiếng Nhật真珠 có nghĩa là ngọc trai) là một uyển ngữ để chỉ sự ràng buộc bộ ngực phụ nữ. Một tuyên bố thông dụng rằng "shinju" là một thuật ngữ chính thống của Nhật Bản cho "bikini harness". Tuy nhiên, không có liên hệ nào được gọi là "shinju" được tìm thấy trong lịch sử kinbaku hoặc hiện tại.
Hình thức kinbaku cơ bản hoặc nền tảng để ràng buộc cánh tay và ngực được gọi là Ushiro Takatekote; đó là buộc hai cánh tay phía sau (ushiro) vào lưng trong tư thế cánh tay hộp (takate kote). Dây nối cơ bản này ban đầu được tìm thấy trong nghệ thuật võ thuật samurai của hojōjutsu (捕 縄) hoặc Nawajutsu, (術) phát triển cho sử dụng khiêu dâm vào cuối thế kỷ 19 và đầu thế kỷ 20, và là nền tảng cho hầu hết các dây nối kinbaku.

## Kết hợp kỹ thuật khác
Đôi khi, sự buộc vú được kết hợp với các kỹ thuật tình dục nô lệ khác. Ví dụ, cánh tay của người phụ nữ có thể được buộc sau lưng, trong tư thế khuỷu tay bị trói gập lại hoặc trong tư thế "cầu nguyện ngược". Khi kết hợp với buộc vú, cánh tay bị buộc khiến ngực của người phụ nữ nhô ra xa hơn. Khi kết hợp sự ràng buộc của vú và cánh tay, các sợi dây có thể kéo ngực lại với nhau ở hai bên ngực khi chúng đi qua dưới vai và phía sau cổ, do đó tạo ra buộc dây chắc chắn bao quanh vùng ngực.
Khi hoàn thành việc buộc, các công cụ BDSM khác như kẹp núm vú có thể được sử dụng. Buộc vú có thể đóng một phần không thể thiếu trong việc buộc cố định chung toàn thân. Nếu đối tượng đang bị treo, đặc biệt là ở vị trí dây buộc nằm ngang phần bụng, dây buộc vú được sử dụng là hỗ trợ chính cho phần ngực.